# Батрић Јовановић
Батрић Јовановић (Доња Морача код Колашина, 3. јун 1922 — Београд, 16. фебруар 2011) био је учесник Народноослободилачке борбе, друштвено-политички радник и дипломата СФР Југославије и публициста.

## Биографија
Рођен је 3. јуна 1922. године у селу Доња Морача, код Колашина. Потицао је из земљорадничке породице, а родитељи су му били Милован и Јелисавета Јовановић. Гимназију је завршио у Пећи 1940. године, а након матуре уписао Правни факултет у Београду. Током студија прикључио се студентском револуционарном покрету и убрзо постао члан тада илегалне Комунистичке партије Југославије (КПЈ).
Априлски рат 1941. године прекинуо је његове студије. Након окупације Краљевине Југославије вратио се у родно место, где је активно учествовао у организовању оружаног устанка. Био је учесник Тринаестојулског устанка у Црној Гори, а у јесен 1941. године је у саставу Комског батаљона учествовао у нападу на Пљевља. Када је 21. децембра 1941. године у Рудом формирана Прва пролетерска ударна бригада био је борац Треће чете њеног Првог црногорског батаљона. Током Народноослободилачког рата налазио се на разним одговорним дужностима.
Након ослобођења Југославије, као омладински руководилац учествовао је у организовању првих омладинских радних акција на изградњи ратом порушене земље. Неколико година узастопно био је у руководилац великих савезних омладинских радних акција, као члан и командант Главног штаба омладинских радних бригада на изградњи омладинске пруге Брчко—Бановићи, 1946. године и пруге Шамац—Сарајево, 1947. године. Од 1948. године је учествовао у изградњи Новог Београда, тачније у првој фази његове изградње од 1948. до 1950. године. Био је помоћник генералног директора предузећа „Нови Београд” и даноноћно је обилазио градилишта — палате Федерације, Студентског града, насеља Тошин бунар и хотела „Југославија” и бринуо о њиховом снабдевању ових градилишта потребним алатом, грађевинским машинама и материјалом. Посебно је водио бригу о извршењу претходно договорених годишњих, месечних и декадних планова за поједине објекте и градилиште у целини.
Након наступања паузе у изградњи Новог Београда, Батрић Јовановић је био стављен на располагање Влади ФНРЈ, где је обављао дужности — помоћника савезног министра, директор Савезне управе за нуклеарне сировине, секретар Комисије за привреду Централног комитета КПЈ и уредник НИП „Борба”. Године 1953. био је именован за генералног директора Управе цивилног ваздухопловства Југославије и на овој дужности је остао дуги низ година све до 1971. године. Након овога је од 1973. до 1977. године био амбасадор СФРЈ у УНЕСКО-у.
У два сазива, од 1978. до 1986. године био је делегат из СР Црне Горе у Савезној скупштини. У овом периоду постао је чувен по жестоким осудама прогона српског и црногорског становништва с Космета од стране великоалбанских шовиниста и сепаратиста. Такође, најоштрије је критиковао економску политику СФРЈ осуђујући је да је у служби пљачкања СР Србије и других неразвијених југословенских република, од стране СР Хрватске и СР Словеније. Његова иступања у Скупштини СФР Југославије (делегатска питања, реплике и говори) касније је сабрао у својој књизи Косово, инфлација, социјалне разлике.
Након политичког успона Слободана Милошевића и „антибирократске револуције” постао је његов присталица па је 1989. године био изабран за делегата у Скупштини СР Србије, а након увођења вишепартијског система, 1990. године је био народни посланик у Народној скупштини Републике Србије, изабран на листи Социјалистичке партије Србије. У исто време је био делегат из Србије у Скупштини СФРЈ, до 1992. године.
Умро је 16. фебруара 2011. године у Београду.
Носилац је Партизанске споменице 1941. и других југословенских одликовања. За учешће у Народноослободилачкој борби 1945. године је одликован Орденом за храброст и Орденом партизанске звезде треће реда, 1945. године. За учешће у руковођењу омладинским радним акцијама био је одликован — Орденом рада првог реда 1946. године за учешће на изградњи омладинске пруге Брчко—Бановићи, Орденом заслуга за народ првог реда 1947. године за учешће на изградњи омладинске пруге Шамац—Сарајево и Орденом братства и јединства првог реда 1949. године за учешће на изградњи Новог Београда. Године 1982. одликован је Орденом Републике са златним венцем за залагање и резултате постигнуте на изградњи аеродрома широм Југославије.

## Дела
Активно се бавио публицистичким радом и објавио је књиге:
- Омладинске радне акције - школа социјализма (1948)
- Мој батаљон (1952)
- Од Таре до Сутјеске (1952)
- Црна Гора у народноослободилачком рату и социјалистичкој револуцији (1960)
- Резолуција о основама друштвеног система информисања (1979)
- Колашински крај у социјалистичкој револуцији (1983)
- Тринаестојулски устанак (1984)
- Косово, инфлација, социјалне разлике: иступање у Скупштини СФРЈ 1982-85 (1985)
- Црногорци о себи: (од владике Данила до 1941): прилог историји црногорске нације (1986)
- Расрбљивање Црногораца: Стаљинов и Титов злочин (2003)
- Расрбљивање Црногораца од Стаљина и Тита до Дукљана: Духовни геноцид (2005)